# Battletoads & Double Dragon: The Ultimate Team
Battletoads & Double Dragon: The Ultimate Team è un videogioco picchiaduro a scorrimento del 1993 sviluppato dalla Rare e pubblicato dalla Tradewest. È stato originariamente pubblicato per Nintendo Entertainment System e in seguito convertito per Sega Mega Drive, Super Nintendo Entertainment System e Game Boy.
Battletoads & Double Dragon è un crossover tra le serie Double Dragon e Battletoads, rispettivamente della Technos Japan e della Rare. Infatti il gioco include i personaggi protagonisti di Double Dragon, Billy e Jimmy Lee, due giovani gemelli esperti di arti marziali e include le tre rane umanoidi protagoniste di Battletoads. Il motore di gioco e il design del gioco è interamente basato su quelli di Battletoads.

## Trama
Dopo essere stata sconfitta dai Battletoads, la Dark Queen fugge ai confini dell'universo, mentre i Battletoads e il loro maestro vivono felici. Un fatidico giorno, l'esercito mondiale viene neutralizzato e una gigantesca navicella spaziale, la Colossus, emerge dalla luna. La Dark Queen serba un ulteriore piano per dominare la galassia e si è alleata con gli Shadow Warriors (i cattivi della serie Double Dragon).
Decisi a contrastare la Dark Queen, i Battletoads contattano Billy e Jimmy Lee per farsi aiutare. I fratelli accettano prontamente e tutti e cinque gli eroi si precipitano ad affrontare la Colossus.

## Modalità di gioco
Cinque personaggi selezionabili: Billy e Jimmy Lee (da Double Dragon), Zitz, Pimple e Rash da Battletoads. Ci sono sette livelli e tutto quello che si muove lo si deve prendere a pugni, calciare e lanciare in aria. 
Alla fine di ogni livello c'è un boss da affrontare, prima di raggiungere i livelli successivi. Quando si gioca in due persone, se un personaggio perde tutte le vite e vuole continuare la partita, forzerà l'altro giocatore a ricominciare tutto daccapo. 

### Conversioni
La prima versione per NES presenta lo scorrimento 3D ed altre tecniche avanzate rare per l'epoca. La versione Game Boy è simile a quella NES, ma è possibile giocare soltanto in uno, la grafica è in minore risoluzione e gli effetti tridimensionali sono stati rimossi.
Le riedizioni per Mega Drive/Genesis e Super Nintendo sono simili all'originale, ma la versione SNES ha grafica ridisegnata e audio ricampionato, mentre quella Sega è più fluida, presenta più tracce musicali, ha i modelli dei personaggi dei Battletoads migliorati e le animazioni sono più cartoonesche.

## Accoglienza
La maggior parte delle riviste valutò molto bene il gioco, che ricevette valutazioni tra l'ottanta e il cento per cento.
Nintendo Power considerò questo il secondo migliore gioco per NES del 1993. La versione NES fu anche nominata per i Nintendo Power Awards 1993 nelle categorie "Grafica & Sonoro", "Tema e Divertimento", "Controllo e Gioco", "Miglior Malvagio" (La Dark Queen) e "Miglior Gioco Globalmente".
Nel 2008, il titolo è stato incluso nella "Top 11 videogiochi Crossovers" dalla UGO Networks.